# Aanvaardbare dagelijkse inname
De aanvaardbare dagelijkse inname (ADI), naar het Engelse acceptable daily intake, is de hoeveelheid die van een stof, gewoonlijk een toevoeging aan levensmiddelen, die levenslang dagelijks kan worden ingenomen zonder dat er (zover bekend) noemenswaardige gezondheidsrisico's zijn. ADI's worden gewoonlijk uitgedrukt in milligrammen per kilogram lichaamsgewicht per dag.
Het concept van de aanvaardbare dagelijkse inname werd geïntroduceerd in 1957 door de Raad van Europa en later het Joint Expert Committee on Food Additives (JECFA) van de Voedsel- en Landbouworganisatie van de Verenigde Naties en de Wereldgezondheidsorganisatie. ADI's worden bestudeerd in het vakgebied van de toxicologie. In navolging hiervan heeft de Europese Unie in 2002 de Europese Autoriteit voor Voedselveiligheid (EFSA) opgericht om een aantal toxicologische (gezondheidskundige) grenswaarden zoals ADI en acute referentiedosis (ARfD) te bepalen.   
Meestal wordt een ADI-waarde bepaald door de stof toe te dienen aan ratten en muizen. Met verschillende doseringen probeert men de dosering te vinden waarbij geen waarneembare problemen optreden (No Observable (Adverse) Effect Level (NOEL/NOAEL)). Deze waarde wordt gedeeld door een veiligheidsfactor, gewoonlijk 100, waarna men de ADI voor mensen krijgt. De veiligheidsfactor wordt gebruikt omdat mensen en dieren niet geheel vergelijkbaar zijn en om mogelijke verschillen in gevoeligheid van verschillende groepen mensen te verdisconteren.
Omdat de ADI wordt uitgedrukt per kilogram lichaamsgewicht is de toegestane hoeveelheid voor lichte mensen en kinderen automatisch lager dan voor zwaardere mensen.
Andere Nederlandstalige begrippen die voor ADI worden gebruikt zijn:
- geaccepteerde dagelijkse inname
- aanvaardbare dagelijkse dosis.